# Mañón
Mañón – gmina w Hiszpanii, w prowincji A Coruña, w Galicji, o powierzchni 82,21 km². W 2011 roku gmina liczyła 1537 mieszkańców.